# Cynthia Lord
Pour les articles homonymes, voir Lord.
Œuvres principales
Rules (en)
Cynthia Lord, née à Waltham au Massachusetts, est une écrivaine américaine de littérature pour enfants connue pour son premier livre Rules (en), lauréate de la médaille Newbery en 2006.

## Biographie
Cynthia Lord grandit dans le New Hampshire.

## Œuvre

### Romans
- Rules (en), Scholastic Paperbacks, New York, 2006, 224 pages,  (ISBN 978-0-439-44383-8) ;
- Touch Blue, Scholastic Inc., New York, 2010, 198 pages,  (ISBN 978-0-545-03531-6), lire en ligne ;
- Half a Chance, Scholastic Inc., New York, 2014, 224 pages,  (ISBN 978-0-545-03533-0)
- A Handful of Stars, Scholastic Inc., New York, 2015, 192 pages,  (ISBN 978-0-545-70028-3), lire en ligne (extrait) ;
- Because of the Rabbit, Scholastic Inc., New York, 2019, 208 pages,  (ISBN 978-0-545-91426-0), lire en ligne (extrait)[Note 1].

#### SérieHot Rod Hamster
- Hot Rod Hamster, illustrations de Derek Anderson, Scholastic Inc., New York, 2010, 40 pages,  (ISBN 978-0-545-03530-9), lire en ligne ;
- Happy Birthday Hamster, illustrations de Derek Anderson, Scholastic Inc., New York, 2011, 32 pages,  (ISBN 978-0-545-25522-6), lire en ligne (extraits) ;
- Monster Truck Mania, illustrations de Derek Anderson, Scholastic Inc., New York, 2014, 40 pages,  (ISBN 978-0-545-46261-7) ;
- Hot Rod Hamster and the Wacky Whatever Race, illustrations de Derek Anderson, Scholastic Inc., New York, 2014, 32 pages,  (ISBN 978-0-545-69442-1) ;
- Hod Rod Hamster and the Halloween Party, illustrations de Derek Anderson, Scholastic Inc., New York, 2015, 32 pages,  (ISBN 978-0-545-81529-1).

#### SérieShelter Pet Squad
- Jelly Bean, illustrations d'Erin McGuire, Scholastic Inc., New York, 2014, 128 pages,  (ISBN 978-0-545-63596-7) ;
- Merlin, illustrations d'Erin McGuire, Scholastic Inc., New York, 2015, 128 pages,  (ISBN 978-0-545-63600-1), lire en ligne (extrait) ;
- Paloma, illustrations d'Erin McGuire, Scholastic Inc., New York, 2016, 128 pages,  (ISBN 978-0-545-63604-9).

### Albums illustrés
- Borrowing Bunnies: A Surprising True Tale of Fostering Rabbits, illustrations de Hazel Mitchell, photographies de John Bald, Farrar, Straus and Giroux, New York, 2019, 40 pages,  (ISBN 978-03-743-0841-4).